# Estádio Monumental Isidro Romero Carbo
O Estádio Monumental Isidro Romero Carbo (em castelhano: Estadio Monumental Isidro Romero Carbo) é um estádio de futebol localizado na cidade de Guaiaquil, no Equador. Oficialmente inaugurado em 27 de dezembro de 1987, é o maior estádio do país em capacidade de público, sendo de propriedade do Barcelona Sporting Club, um dos mais tradicionais clubes do país, que manda ali seus jogos amistosos e oficiais por competições nacionais e continentais. Além disso, a Seleção Equatoriana de Futebol também manda esporadicamente partidas amistosas e oficiais no estádio, que tem capacidade máxima para 57 267 espectadores.
Foi sede da final da Copa América de 1993 e do Campeonato Mundial de Futebol Sub-17 de 1995, além de ter sediado a final da Copa Libertadores da América de três edições: 1990, 1998 e 2022.